# Рейна Джеймс
Рейна Джеймс (англ. Rayna Jaymes) — персонаж американского драматического телесериала «Нэшвилл». Роль Рейны исполняет актриса, Конни Бриттон начиная с пилотного эпизода, вышедшего 10 октября 2012 года. Рейна является центральным героем сериала, созданного Кэлли Хоури. Бриттон получила хорошие отзывы от критиков за исполнение роли суперзвезды Рейны и в 2013 году номинировалась на премии «Эмми» за лучшую женскую роль в драматическом телесериале и «Золотой глобус» за лучшую женскую роль в телевизионном сериале — драма.

## История развития

### Кастинг и история создания
Задумывая сериал, Кэлли Хоури сразу хотела, чтобы Конни Бриттон сыграла в нём главную роль. Хоури наблюдала за актрисой в её сериале «Огни ночной пятницы» и ей нравилось, как она играет роль простой южной женщины. Хоури встретилась с актрисой, и они вместе решили, что Бриттон сначала попробует испытать свои вокальные возможности под наставничеством музыкального продюсера Ти Боуна Бёрнэта, который является мужем Хоури. Бёрнэт говорил Бриттон, что каждый человек сможет научиться петь, но Хоури заявляла, что ни она, ни актриса не желает выставить себя посмешищем на национальном телевидении, играя суперзвезду. После нескольких пробных записей и вокальной работы, Бёрнэт нашел тот вид исполнения, который подходил для голоса Бриттон, и она согласилась взять на себя роль кантри-звезды Рейны, не умея ещё даже правильно держать микрофон в руке. Рок-певица Люсинда Уильямс была эталоном Бёрнэта при создании Рэйны, а не рядовые вокалистки, вроде Кэрри Андервуд. 6 марта 2012 года она подписала контракт на участие в пилотном эпизоде и начала съемки в нём. Примечательно, что сама Кэлли Хоури не слышала пения Бриттон прежде, чем та подписала контракт на роль.

### Характеристика
Рэйна характеризуется как любимая публикой и уважаемая исполнительница классического кантри, которая за свою карьеру длиною в четверть века выиграла множество премий «Грэмми» и CMA. В прессе Рэйну Джеймс неоднократно сравнивали с кантри-звёздами Рибой Макинтайр в плане артистизма и успеха, и с Фэйт Хилл в момент падения славы. Сама Конни Бриттон говорила, что её идеалом была кантри-рок певица Бонни Рэйтт и стремилась в подготовке к роли сочетать жанры южного рока с кантри в стиле исполнения своей героини.
Рэйна позиционировалась как «стареющая звезда», что не нравилось Бриттон и в период съемок первых трёх эпизодов, актриса думала, что совершила ужасную ошибку, согласившись на роль. «Честно говоря, это было проблемой для меня» — говорила Бриттон в интервью The New York Times. Ей не нравился сюжет, когда женщина за сорок страдает из-за молодой конкурентки, так как карьера самой Бриттон, наоборот, пошла в гору после сорокалетнего рубежа. Бриттон сочла практически оскорбительным для женщин момент, в котором её героиня стоит перед зеркалом и думает о подтяжке лица после разговора с продюсерами. Ярая феминистка Кэлли Хоури сочла нужным вписать эту линию, так как персонаж должен был иметь неудачи на ранних стадиях сериала. «Рокки не был бы Рокки, если бы он родился чемпионом мира» — сказала Хоури. «Мы не хотим, чтобы Рейна была кантри-супергероем», — мотивировала свои сюжетные действия Хоури.

## Сюжетные линии
После двух десятилетий на вершинах чартов карьера Рейны Джейм начинает увядать. Её последний альбом провалился, а звукозаписывающий лейбл предложил ей выступать на разогреве у восходящей кантри-поп певицы Джульетты Барнс (Хайден Панеттьер). Джульетта тем временем терпеть не может Рейну, так как её мать-наркоманка была  поклонницей и в детстве всегда заставляла слушать песни Рейны. Президент лейбла Маршалл Эванс вскоре предлагает певицам совместное выступление на вечеринке и Рейна с Джульеттой сочиняют песню «Wrong Song», которую и исполняют с успехом в ходе шоу. Песня неожиданно попадает в чарт, и лейбл предлагает им совместный тур, вскоре после чего они отправляются в него.
В ходе тура муж Рейны, Тедди, говорит ей, что хочет развода. Рейна тем временем записывает новый альбом с рок-музыкантом Лиамом Макгиннесом с целью найти новый образ. Вскоре Рейне приходит в голову организовать собственный лейбл благодаря советам Лиама. Она позже узнает, что он за её спиной сговорился с другой студией по переманиванию Рейны, и она больше не доверяет ему. Позже они вновь соединяются и продолжают запись альбома, с краткосрочной романтической связью. В тот же вечер Рейна приходит к Дикону и говорит, что все ещё любит его, и они проводят ночь вместе. Тедди не в восторге от того, что Дикон снова с Рейной, так как он является биологическим отцом Мэдди, и хочет убрать его от детей. Рейна обещает Тедди, что Дикон никогда не узнает, что является отцом Мэдди, но дочь находит в шкафу ДНК-тест и приходит к Дикону с вопросом об отцовстве. Дикон нервно реагирует на то, что Рейна тринадцать лет скрывала от него правду и снова начинает пить. Это все происходит во время вручения наград CMA, где Рейна номинирована как лучшая исполнительница года. В ночь, когда Джульетт проводит концерт в память своей погибшей матери, Рейна и Дикон попадают в автокатастрофу, на которой и заканчивается первый сезон.
Во втором сезоне Рейна ставит точку в их отношениях с Диконом. Основное внимание в первой половине сезона отводилось её вражде с новой главой рекорд-лейбла, который хочет заработать на автокатастрофе. Рейна в итоге уходит из «Edgehill» и вплотную занимается своим лейблом и раскручиванием Скарлетт. Рейна теряет на время голос после аварии, однако в итоге драматично возвращается на сцену. В середине сезона Рейну настигает еще одна неприятность в лице правды о том, что это Ламар был ответственен в смерти её матери много лет назад. В дополнение к этому она узнает, что именно он нанял киллера, чтобы  убить Тедди, после чего она говорит ему, чтобы он больше не приближался к её семье. Ламар вскоре умирает от сердечного приступа, узнав что это Тэнди сдала его властям, а не Тедди, которого он хотел убить.

## Приём критиков
Персонаж и исполнение роли Конни Бриттон получили похвалу и внимание в прессе до и после старта сериала. Бриттон номинировалась на премии «Золотой глобус» за лучшую женскую роль в телевизионном сериале — драма и «Спутник» за лучшую женскую роль в телевизионном сериале — драма за свою роль. Также Бриттон в 2013 году выдвигалась на премию «Эмми» за лучшую женскую роль в драматическом телесериале в 2013 году.
Хотя персонаж получил похвалу в начале, в более поздних эпизодах первой половины первого сезона некоторые критики высказали мысль, что Рейна является основной проблемой в развитии сериала, так как у сценаристов не получается сделать персонаж более развитым и Рейна не имеет глубины и является слишком нелицеприятной для зрителя.